# 7528 Гускварна
7528 Гускварна (7528 Huskvarna) — астероїд головного поясу, відкритий 19 березня 1993 року.
Тіссеранів параметр щодо Юпітера — 3,266.